# Pyrostria uzungwaensis
Pyrostria uzungwaensis är en måreväxtart som beskrevs av Diane Mary Bridson. Pyrostria uzungwaensis ingår i släktet Pyrostria och familjen måreväxter. Inga underarter finns listade i Catalogue of Life.